# Jean-Léon Gérôme
Jean-Léon Gérôme (n. 11 mai 1824, Vesoul, Franche-Comté⁠(d), Franța – d. 10 ianuarie 1904, Paris, Île-de-France, Franța) a fost un pictor și sculptor francez în stilul cunoscut acum sub numele de academism. Picturile sale au fost atât de larg reproduse încât a fost „probabil cel mai faimos artist care a trăit din lume până în 1880”. Gama operei sale a inclus pictura istorică, mitologia greacă, orientalismul, portretele și alte subiecte, aducând tradiția picturii academice la un punct culminant artistic. Este considerat unul dintre cei mai importanți pictori din această perioadă academică. De asemenea, a fost profesor cu o lungă listă de studenți.